# 2017 en Afrique du Sud
Chronologie de l'Afrique du Sud
- 2013
- 2014
- 2015
- 2016
- 2017
- 2018
- 2019
- 2020
- 2021

Cet article présente les faits marquants de l'année 2017 en Afrique du Sud, ou concernant le pays.

## Évènements
- 22 février : violente manifestation anti immigrés à Prétoria[1],[2].
- 4 avril : le syndicat Cosatu, associé au pouvoir depuis 1994, déclare que le président Jacob Zuma « n’est plus la personne qui convient pour unifier et mener […] le pays »[3].
- 7 avril : manifestations anti-Zuma dans les grandes villes du pays[3].
- 12 avril : « journée d’action nationale », à Pretoria, à l'appel de partis d'opposition. 100 000 manifestants dans la rue[3].
- 18 décembre : Cyril Ramaphosa est élu à la tête du Congrès national africain (ANC)[4].

## Culture

### Cinéma
- Cinq Doigts pour Marseille.
- Les Initiés (film, 2017).
- The Pirates of Somalia (film).

## Sport
- Afrique du Sud aux Jeux mondiaux de 2017.

### Canoë-kayak
- Championnats du monde de marathon (canoë-kayak) 2017.

### Cyclisme
- Championnats d'Afrique de cyclisme sur piste 2017.
- Saison 2017 de l'équipe cycliste Dimension Data.
- Saison 2017 de l'équipe cycliste Dimension Data-Qhubeka.

### Football
- Supercoupe de la CAF 2017.
- Coupe COSAFA 2017.
- Championnat d'Afrique du Sud de football 2016-2017.

### Hockey sur gazon
- Demi-finales de la ligue mondiale de hockey sur gazon masculin 2016-2017.

### Rugby
- Saison 2017 de Super Rugby.
- Saison 2017-2018 du Pro14.
- The Rugby Championship 2017.
- Tournée de l'équipe de France de rugby à XV en 2017.
- Tournoi d'Afrique du Sud de rugby à sept 2017.